# Els mètodes de Sima
Els mètodes de Sima és un llibre que forma part dels anomenats Set Clàssics Militars xinesos. Escrit durant el segle iv aC, contempla qüestions relacionades amb la guerra com ara l'estratègia, la disciplina de les tropes o les lleis que hi apliquen. El títol de "Sima" equivalia a un grau militar i nobiliari, aquell qui controlava la cavalleria.

## Idees més rellevants
El llibre diferencia entre dues esferes de govern, wen i wu, que corresponen als estats civil i de guerra respectivament. L'estat de wu s'ha de regir per unes normes diferents i es considera inevitable, la contraposició conceptual de l'estat de pau, segons el dualisme que caracteritza tot el pensament xinès. Això no significa que sigui desitjable, i l'estat ha d'intentar mantenir-se i expandir-se sense recórrer a la força, que es considera una mena de fracàs. Però el govern que fer feblesa o desatenció no cuida l'exèrcit, està condemnat a durar poc al poder, apart que pot caure en la injustícia, perquè una de les missions del poder militar és castigar els excessos. Es considera, doncs, que la guerra és una via de rectificació d'una conducta desviada per tal de tornar a la pau, i no simplement una manera d'obtenir més avantatges.
Els valors clau que regeixen els estats de wen i wu no són els mateixos. Al wen correspon la cortesia, assolida a través de l'educació, mentre que al wu correspon la disciplina. Tots els homes de l'exèrcit han de respondre a les mateixes normes i rebre premis o càstigs proporcionals a les seves aportacions o seguiment de les regles per tal que l'exèrcit es pugui comportar com un tot, essencial en la batalla. El bon líder ha de donar exemple i conrear cinc virtuts essencials: benevolència, justícia, saviesa, valor i ser digne de confiança. El nombre cinc es relaciona amb el wuxing o relacions entre tot el que existeix. S'aprecia una clara influència del confucianisme en l'elecció d'aquests valors cardinals. Si tots els membres d'un cos comparteixen els mateixos valors, serà més fàcil que col·laborin perquè se sentiran part de la mateixa identitat. La lleialtat de les tropes, aleshores, parteix de l'actuació dels seus caps. La part tàctica ocupa un lloc menys rellevant que altres clàssics militars xinesos i es refereix sovint a principis generals perquè el focus és filosòfic i no pràctic.
Per tal que una guerra sigui justa, no ha de perjudicar en excés el poble de l'enemic ni el del propi bàndol. Els oficials començaran qualsevol campanya amb rituals per assegurar-ne l'èxit i convenceran els seus subordinats de la bondat de les seves decisions, explicant la utilitat dels futurs combats per defensar la gent. Si s'aprecien millores tècniques en el bàndol rival (armament o formacions), s'hauran de copiar per fer més curta la guerra i causar menys dolor. La responsabilitat de l'èxit de cada missió és col·lectiva.

## Autoria
L'autoria del text és polèmica. Determinats estudiosos asseguren que és una recopilació anònima de textos previs de l'estat de Qi. Aquesta visió ja estava en vigor des de l'antiguitat, com proven els escrits de Sima Qian. S'observen al text referències a parts perdudes o relats coneguts pels receptors. Un possible autor seria Sima Rangju, el qual hauria resumit obres anteriors i afegit les seves impressions com a general. D'altres apunten a membres de la cort del Duc Huan de Qi com els autors del text, que haurien resumit els ensenyaments clàssics sobre la guerra a instàncies del seu senyor per tal de poder recuperar la grandesa perduda. S'ha atribuït també a Sun Bin i a Jiang Ziya. Cap de les opcions compta amb recolzament filològic concloent.